# Vulve de la jument

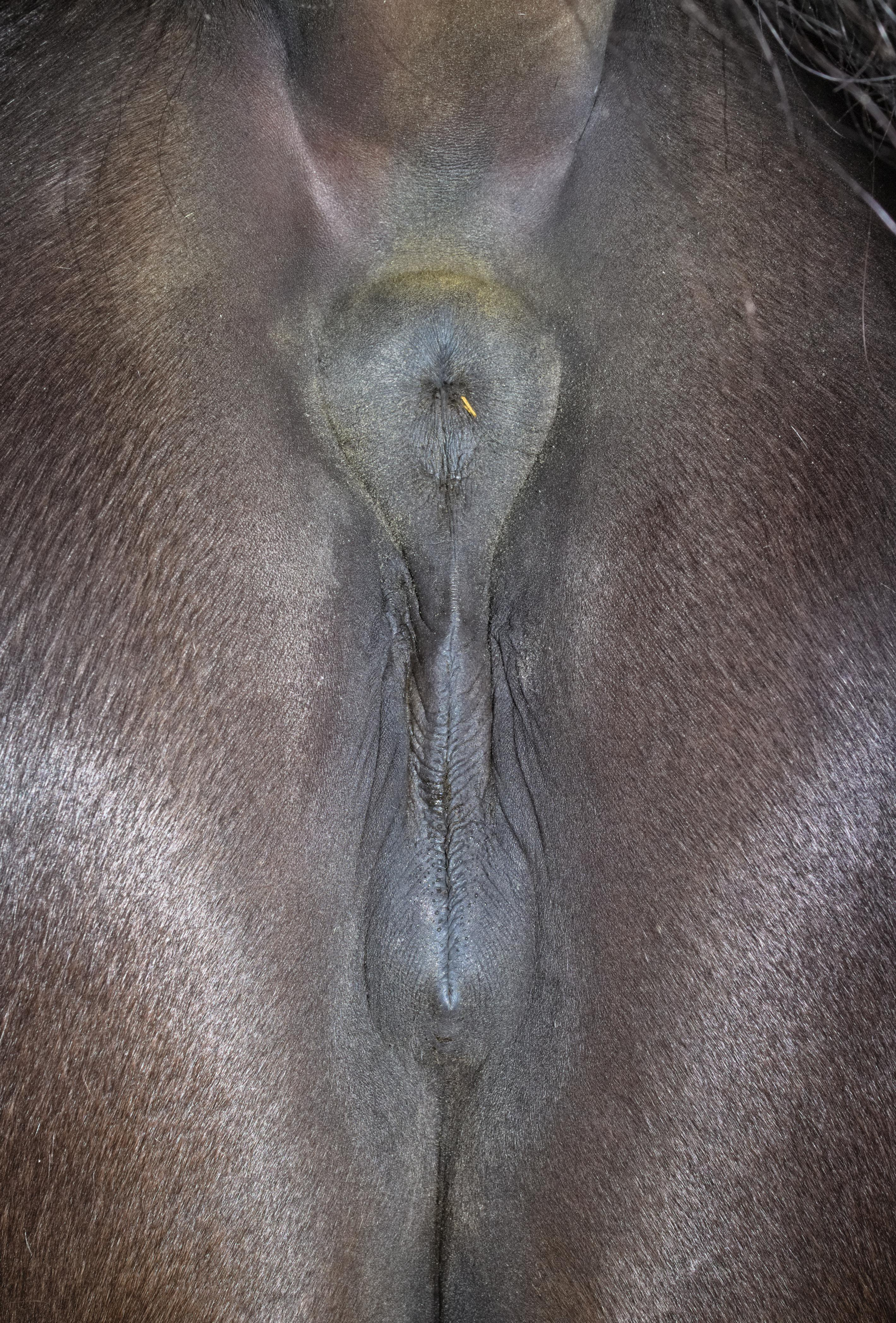
Anus et vulve d'une jument.

La vulve de la jument est un organe reproducteur externe ainsi qu'un organe impliqué dans la miction de la jument.

## Description
La vulve se situe verticalement sous l'anus,. Les lèvres sont en principe fermées et toniques, mais la muqueuse vulvaire peut être visible par intermittence. 
Du mucus s'écoule de la vulve en période de chaleurs.
Des poulinages réguliers entraînent une laxité de la vulve.

## Soins de la vulve

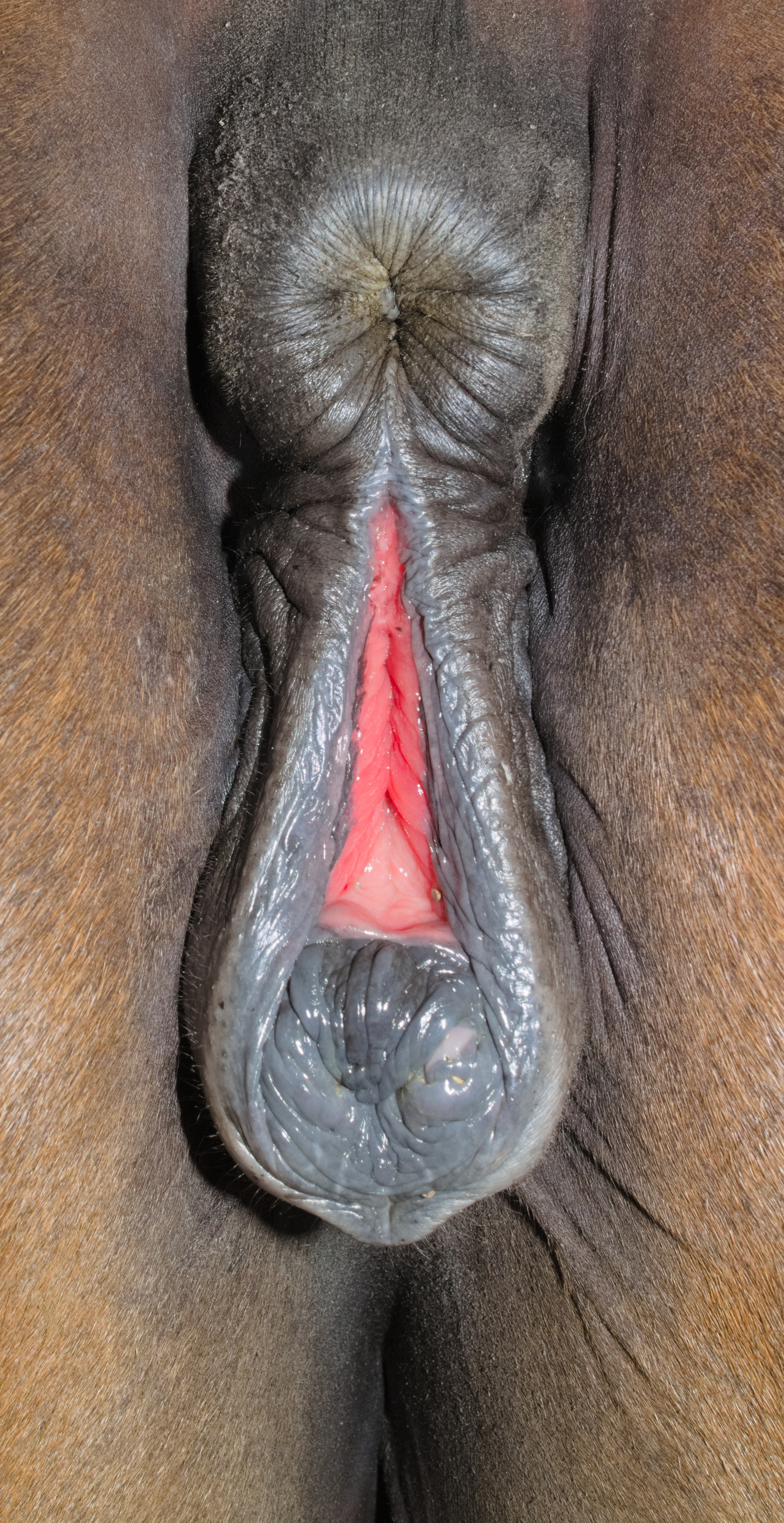
Muqueuse vulvaire apparente.

Il est conseillé d'inspecter régulièrement la vulve des juments, afin de vérifier l'absence de déformation et d'écoulement. La muqueuse vulvaire doit être de couleur rose et non rouge ; il est possible de l'inspecter après s'être lavé les mains, ou en portant des gants à usage unique. Il est déconseillé de nettoyer intempestivement cette région du corps, afin d'éviter le risque d'infections.

## Blessures et maladies de la vulve
Si la partie supérieure de la vulve bascule sur le bassin ou si les lèvres manquent de tonus, la jument peut souffrir d'un pneumovagin qui entraîne des vaginites et des endométrites. Ce problème est facilement soignable par chirurgie. 
Chez les juments qui souffrent de lordose (dos creux), une partie de l'urine peut se retrouver dans le vagin pendant la miction, ce qui entraîne un urovagin.
Si la vulve a été suturée, il faut la dé-suturer avant un éventuel poulinage, puis envisager de re-suturer.
Toute blessure de la vulve contre-indique la saillie.